# جلیل ایمری
جلیل ایمری عضو تیم ملی والیبال نشسته ایران است.